# Elizabeth Barry

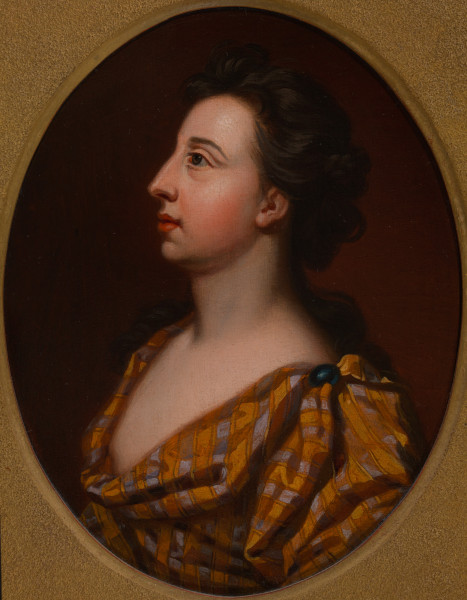
Elizabeth Barry (nach Godfrey Kneller)

Elizabeth Barry (* 1658 in London; † 7. November 1713 ebenda) war eine englische Schauspielerin zur Zeit der englischen Restauration.

## Leben und Karriere
Sie war die Tochter des Rechtsanwalts Robert Barry, der als Colonel in der Armee von König Karl I. im englischen Bürgerkrieg diente. Als der König den Krieg an die Parlamentarier verlor, hatte Barry durch seinen persönlichen Einsatz für den König alles verloren, was er besaß. Die Aussichten für die Tochter eines Pleitiers schienen daher düster. So kam Elizabeth in die Obhut der Familie Davenant. William Davenant war der Leiter des Duke Theatre Ensembles und nahm Elizabeth im Alter von 17 Jahren auf die Bühne. Nach einem Jahr allerdings wurde sie als untalentiert und lernunwillig abgewiesen. Der Lebemann John Wilmot, 2. Earl of Rochester wurde jedoch auf sie aufmerksam, erkannte ihr Potential und schloss mit seinen Freunden eine Wette ab, wonach er Barry innerhalb von nur sechs Monaten zu einer guten Schauspielerin ausbilden würde. Die Ausbildung erfolgte vermutlich in den Herbst- und Wintermonaten des Jahres 1675. Wilmot wurde in den folgenden zwei Jahren ihr Mentor und (mutmaßlich) auch ihr Liebhaber. Auch der Dramaturg Thomas Otway war ihr verfallen. Viele der Hauptrollen seiner Stücke, u. a. die Belvidera in Venice Preserv’d, schrieb er seiner Muse auf den Leib. Barry ließ sich auch gerne von ihm umflirten und es gab einen regen Briefwechsel (hiervon sind noch sechs Briefe erhalten). Sie ließ sich aber nicht weiter auf ihn ein, um den Earl of Rochester nicht zu verstimmen, der ihrer Umschwärmtheit ohnehin skeptisch und eifersüchtig gegenüberstand. Mit dem Earl bekam sie auch 1677 eine Tochter, welche aber 1689, im Alter von nur 12 Jahren, verstarb. Kurz nach der Geburt trennte sich das Paar. Da Barry bereits ihre erfolgreiche Karriere gestartet hatte, war sie nun gleichwohl unabhängiger.
Elizabeth Barrys größter Einfluss auf das Drama der Restauration war ihre Präsenz als Tragödienschauspielerin. Sie arbeitete im Verlauf ihrer erfolgreichen Karriere mit den einzigen beiden Theaterensembles Londons zu der Zeit: Ab 1675 in der Duke’s Company, 1682–1695 in der United Company (dem späteren Zusammenschluss der Ensembles Duke’s Company mit der King’s Company) und ab 1695 als Mitglied der Schauspielerkooperative, welche zumeist unter dem Namen Betterton’s Company bekannt war, zu deren Gründungsmitgliedern sie auch zählte. Barrys Bühnenkarriere begann 15 Jahre nachdem erstmals eine professionelle Schauspielerin in Stücken von Shakespeare zu sehen war. Bis 1660 wurden die Frauenrollen im Theater ausschließlich mit Männern besetzt.

## Rezeption
Barry war eine erfolgreiche Komödiantin, welche in ihrer Karriere viele der Hauptrollen in der Restaurationskomödie innehatte, jedoch den größten Erfolg erzielte sie als Darstellerin in Tragödien. Ihr herausragender Pathos war Inspiration für die Dramatiker Thomas Otway und Thomas Southerne ihr drei berühmte Tragödienrollen regelrecht auf den Leib zu schrieben: Monimia in Otways The Orphan von 1680, Belvidera in Otways Venice Preserv’d von 1682 und Isabella in Southernes The Fatal Marriage von 1694. Diese drei Rollen, so schrieb der Souffleur John Downes (tätig bei Duke’s Company und United Company), „verschafften ihr den Namen der Berühmten Mrs. Barry , am Hofe wie in der Stadt gleichermaßen, wann immer sie auch diese drei Rollen spielte. Sie zwang Tränen in die Augen ihres Publikums, besonders bei denen die einen mitleidigen Sinn für die Notleidenden haben“.

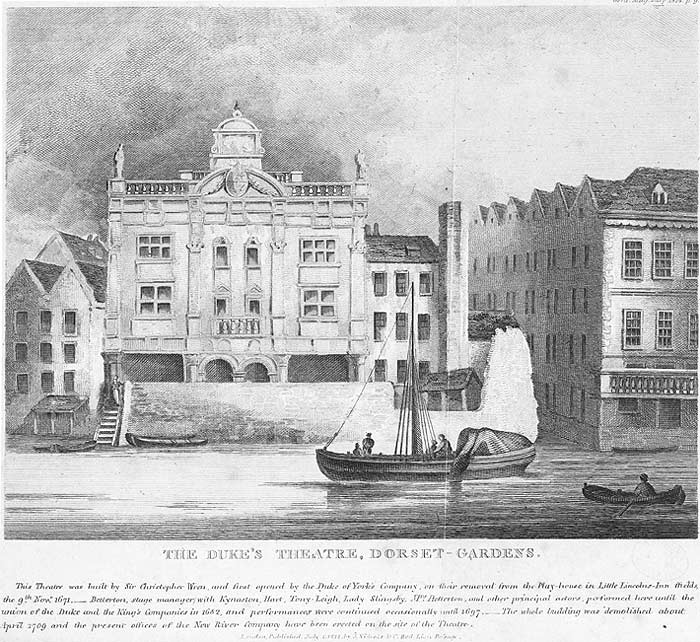
Dorset Garden Theatre, Spielort der Duke’s Company

Zu Beginn ihrer Karriere arbeitete Barry am Duke’s Theatre. Der Schauspieler Thomas Betterton sagte über Barry, dass sie literarischen Stoffen, welche selbst die geduldigsten Leser abschrecken würden [auf der Bühne] zu einem Erfolg führen könne. Und der Kritiker und Theaterautor John Dennis beschrieb sie als höchst wandelbar „from Passion to Passion, from Extream to Extream, with piercing Force and with easy Grace“.
Einige Jahre später erinnerte sich Colley Cibber in seiner Autobiografie an die Kraft von Barrys Stimme: „Wenn die Zärtlichkeit sie übermannt, gleitet sie ab in ergreifendste Melodie und Sanftheit. In ihrem künstlerischen Vermögen, erregendes Mitgefühl auszudrücken, verfügt sie über eine Kraft, die weit über alle anderen Schauspielerinnen hinaus reicht, wie ich es noch nie gesehen habe oder das was deine Vorstellungskraft ermöglicht.“ Elizabeth Howe schreibt, dass es Barrys Erfolg in der Rolle der Monimia war, welchen den Wendepunkt vom heroischen Drama hin zur „she comedy“ [einer Form der Tragödie, in welcher Frauen auch als Opfer männlicher Lust und Sexualobjekte dargestellt wurden und somit auf die durchaus bekannte, aber eben auch weithin akzeptierte Rechtlosigkeit der Frauen aufmerksam machte] markierte und sie zu einem populären Genre machte.
Barry wurde stets als einfache Frau beschrieben. Porträts deuten auf eine intelligente Haltung, aber auf schwere Gesichtszüge hin. Der Dramatiker Thomas Shadwell schreibt in einem Brief aus dem Jahr 1692, dass Barry auf der Bühne als römischer Soldat, bei welchem die [als weiblich erkennbaren] Hüften bedeckt wären, gut hätte mitwirken können. Für die Zeitgenossen war diese fehlende Attraktivität Barrys offenbar egal. Obwohl Barry „die hässlichste Frau auf der Bühne weltweit“ war, schrieb ein unbekannter Autor in der Schrift A Comparison Between the Two Stages von 1702, dass Barry „die feinste Frau auf der Bühne weltweit sei“.
Barrys darstellerischer Stil war beeinflusst von ihrer Persönlichkeit und ihrem Leben. Elizabeth war eine Person, die als virtuos und schön betrachtet wurde. Obwohl viele ihrer Rollen reine Jungfrauen beinhalteten, war ihre Beziehung zu dem Earl of Rochester bekannt. Es ist auch bekannt, dass sie ihre sexuelle Beziehung zu Rochester in vielen ihrer Auftritte sublimiert hat.

## Spätere Karriere
Im weiteren Verlauf von Barrys Karriere, erhielt sie eher Rollen mütterlicher Figuren, denn als sexuell anziehende Protagonistin. Barry arbeitete für die Duke’s Company von 1675 bis 1682, wo sie die Cordelia in einer von Nahum Tate verfassten Adaption von Shakespeares König Lear gab. Als die Duke’s Company und King’s Company 1682 fusionierten, blieb sie einer der Stars der neuen United Company, welche für 12 Jahre die einzige Theatergesellschaft Londons war. Das Fehlen konkurrierender Theater schwächte allerdings die Verhandlungsposition der Schauspieler gegenüber der Theaterleitung. Das verschärfte sich, als der Rechtsanwalt Christopher Rich in den 1690er Jahren die Geschäfte übernahm. Colley Cibber schreibt über ihn: er sei „gerissen wie ein Tyrann, wie er noch nie an der Spitze eines Theaters gesehen wurde“.
Ein Jahr nach ihrem Auftritt in „The Fatal Marriage“ (von Thomas Southerne, 1694) entschied sich Barry nach einem Streit um die Gage die United Company zu verlassen. Mit Thomas Betterton und Anne Bracegirdle von der Duke’s Company stellten sie eine neue Theatergesellschaft zusammen. Barry erhielt die Theatererlaubnis („Patent“) und die Gesellschaft reüssierte mit dem Straßenfeger „Love For Love“ (von William Congreve, 1695) und forderten mit ihrem erfolgreichen Konzept die United Company ständig heraus. Es gab im Theater ein großes Missverhältnis in der Bezahlung zwischen den Frauen und Männern, vergleichbar unserem heutigen Gender-Pay-Gap. So erhielt Betterton zwischen 4 Pfund und 20 Schilling, wogegen Barry nur 2 Pfund und 10 Schilling erhielt. Jedoch erlaubten es Arbeitsverträge jener Zeit Schauspielern, quasi als Bonuszahlung, einmal im Jahr eine sogenannte „Benefit Performance“ zu geben und den Gewinn für sich – je nach Vertrag vollständig („clear benefit“), zu einem Dreiviertel („three quarter benefit“) oder zumindest hälftig („half clear benefit“) – einzustreichen. Jedoch mussten hierbei die Schauspieler für Werbung und Ticketverkauf selbst Sorge tragen.
Barry zog sich 1710, im Alter von 52 Jahren, offiziell von der Bühne zurück; ihre Bühnenpräsenz dauerte insgesamt 35 Jahre. Ihr Ruhestand währte aber nur kurz, da sie drei Jahre später einem Fieber erlag. Sie wurde neben ihrer Tochter in der Kirche St. Mary im Londoner Stadtteil Acton begraben. Eine Plakette in der Kirche trägt die Inschrift: „Near this place lies the body of Elizabeth Barry, of the parish of St. Mary, Savoy, who departed this life the 7th of November 1713. Aged 55 years.“

## Aufzählung ihrer Rollen
| Werk                          | Autor              | Rolle          |
| ----------------------------- | ------------------ | -------------- |
| Alcibiades (1675)             | Thomas Otway       | Maid Draxilla  |
| Mustapha (1676)               | Earl of Orrery     | Queen Isabelle |
| The Man of Mode (1676)        | George Etherege    | Mrs. Loveit    |
| The Rover (1677)              | Aphra Behn         | Hellena        |
| The Orphan (1680)             | Thomas Otway       | Monimia        |
| Venice Preserv’d (1682)       | Thomas Otway       | Belvidera      |
| The Maid’s Last Prayer (1692) | Thomas Southerne   | Lady Malepert  |
| The Fatal Marriage (1694)     | Thomas Southerne   | Isabella       |
| The Royal Mischief (1696)     | Delariviere Manley | Homais         |
| All For Love (1704)           | John Dryden        | Cleopatra      |

## Neuzeitliche Werke mit Barry
The Libertine ist ein britischer Spielfilm aus dem Jahr 2004 über das Leben des britischen Freigeistes und Schriftstellers John Wilmot, 2. Earl of Rochester und der Debütfilm des Regisseurs Laurence Dunmore. Der Film basiert auf dem gleichnamigen Theaterstück von Stephen Jeffreys, das 1994 Premiere hatte. Die Darstellerin von Barry ist Samantha Morton. Barry erscheint auch in dem Theaterstück [exit Mrs Behn] or, The Leo Play  aus dem Jahr 2015 von Christopher vanDer Ark.